# Java (платформа програмного забезпечення)
Java — це сукупність комп'ютерного програмного забезпечення та інструментів, розроблених Джеймсом Гослінгом у компанії Sun Microsystems (згодом була придбана корпорацією Oracle), що забезпечує систему для розробки програмного забезпечення та розгортання його в середовищі міжплатформних обчислень. Java використовується на великій кількості обчислювальних платформ від вбудованих пристроїв і мобільних телефонів до корпоративних серверів і суперкомп'ютерів . Аплети Java, менш поширені, ніж окремі програми Java, - зазвичай запускалися у безпечному режимів всередині середовища пісочниці, щоб забезпечити багато функцій звичайних програм на Java через вбудовування їх в сторінки HTML.